# Gyroptychius
Gyroptychius es un género extinto de peces.

## Descripción
Gyroptychius era un veloz depredador ribereño con un cuerpo alargado de unos 30 cm (12 pulgadas) de longitud. Dado que sus ojos eran relativamente pequeños, se presume que cazaba por el olfato en lugar de la vista. Contana con mandíbulas cortas que le proporcionaban una potente mordida. Todas sus aletas, excepto las pectorales, estaban desplazadas hacia atrás, lo que aumentaba la potencia de la cola al nadar.
Se sabe que algunas especies habitaban en Euramérica, desde la cordillera Caledoniana hasta el Ecuador. Era un pez carnívoro.